# Новосолошине
Новосоло́шине — село в Україні, в Пологівському районі Запорізької області. Населення становить 136 осіб.

## Географія
Село Новосолошине знаходиться за 1,5 км від лівого берега річки Верхня Терса, на відстані 2 км від сіл Микільське та Тимошівка. Через село проходить автомобільна дорога Т 0408.

## Історія
- 1918 — дата заснування.

## Населення

### Мова
Розподіл населення за рідною мовою за даними перепису 2001 року:
| Мова       | Кількість | Відсоток |
| ---------- | --------- | -------- |
| українська | 130       | 95.59%   |
| російська  | 5         | 3.67%    |
| білоруська | 1         | 0.74%    |
| Усього     | 136       | 100%     |